# Olympische Sommerspiele 2020/Wasserspringen – 3 m Synchronspringen (Frauen)
Das 3-m-Synchronspringen der Frauen bei den Olympischen Spielen 2020 in Tokio fand am 25. Juli 2021 im Tokyo Aquatics Centre statt.

## Titelträger
| Olympiasiegerinnen | Shi Tingmao / Wu Minxia | 345,60 | Rio de Janeiro 2016 |
| Weltmeisterinnen   | Shi Tingmao / Wang Han  | 342,00 | Gwangju 2019        |

## Qualifizierte Nationen
| Qualifikationswettbewerb        | Datum             | Ort          | Plätze | Qualifizierte NOKs |
| ------------------------------- | ----------------- | ------------ | ------ | ------------------ |
| Gastgeber                       | 7. September 2013 | Buenos Aires | 1      | Japan              |
| Schwimmweltmeisterschaften 2019 | 12.–28. Juli 2019 | Gwangju      | 3      | China              |
| Schwimmweltmeisterschaften 2019 | 12.–28. Juli 2019 | Gwangju      | 3      | Kanada             |
| Schwimmweltmeisterschaften 2019 | 12.–28. Juli 2019 | Gwangju      | 3      | Mexiko             |
| Weltcup 2021                    | 1.–6. Mai 2021    | Tokio        | 4      | Deutschland        |
| Weltcup 2021                    | 1.–6. Mai 2021    | Tokio        | 4      | Großbritannien     |
| Weltcup 2021                    | 1.–6. Mai 2021    | Tokio        | 4      | Italien            |
| Weltcup 2021                    | 1.–6. Mai 2021    | Tokio        | 4      | Vereinigte Staaten |
| Gesamt                          | Gesamt            | Gesamt       | 8      | 8                  |

## Ergebnisse
| Platz | Name                                   | Nation             | 1. Sprung | 2. Sprung | 3. Sprung | 4. Sprung | 5. Sprung | Gesamt |
| ----- | -------------------------------------- | ------------------ | --------- | --------- | --------- | --------- | --------- | ------ |
| 1     | Shi Tingmao Wang Han                   | China              | 49,80     | 49,80     | 75,60     | 74,70     | 76,50     | 326,40 |
| 2     | Jennifer Abel Mélissa Citrini-Beaulieu | Kanada             | 47,40     | 45,00     | 67,50     | 70,68     | 70,20     | 300,78 |
| 3     | Lena Hentschel Tina Punzel             | Deutschland        | 48,60     | 46,20     | 63,00     | 63,00     | 64,17     | 284,97 |
| 4     | Dolores Hernández Carolina Mendoza     | Mexiko             | 44,40     | 46,20     | 61,20     | 57,60     | 65,70     | 275,10 |
| 5     | Haruka Enomoto Hazuki Miyamoto         | Japan              | 45,60     | 45,60     | 63,00     | 58,50     | 56,70     | 269,40 |
| 6     | Katherine Torrance Grace Reid          | Großbritannien     | 46,80     | 50,40     | 61,20     | 50,40     | 60,30     | 269,10 |
| 7     | Elena Bertocchi Chiara Pellacani       | Italien            | 49,20     | 48,00     | 63,00     | 61,38     | 45,90     | 267,48 |
| 8     | Alison Gibson Krysta Palmer            | Vereinigte Staaten | 49,20     | 50,40     | 54,90     | 43,71     | 65,28     | 263,49 |